# Donal Logue
Donal Francis Logue (Ottawa, Ontario; 27 de febrero de 1966) es un actor y director canadiense de origen irlandés.

## Biografía y carrera
Donal Logue nació el 27 de febrero de 1966 en Ottawa, Ontario, Canadá, y fue criado en El Centro, California. En su época como alumno fue presidente del club de estudiantes en su escuela secundaria local, y más tarde asistió a la Universidad de Harvard. A pesar de que siempre se consideró escritor, su interés por el teatro se desencadenó en Harvard. Estudió en la British-American Drama Academy de Londres, y actuó en numerosas obras antes de obtener un papel en Sneakers (1992). Logue comenzó su carrera con un papel en la miniserie dirigida por Mike Newell llamada Common Ground (CBS, 1990), sobre la lucha contra la segregación en las escuelas de Boston. En 1993, el actor tomó un papel más instrumental en el drama de la CBS Labor of Love: The Arlette Schweitzer Story, en el rol del marido de una mujer (Tracey Gold) que alista la ayuda de su madre (Ann Jillian) para concebir y llevarse al niño de la pareja. También fue destacado ese año como una primera víctima del sida en el drama de HBO And the Band Played On. Tuvo papeles como invitado en las series The X-Files (Fox) y Almost Home (ABC), como un agente del FBI y un ídolo de la música pop, respectivamente. A partir de ahí pasó a actuar en películas como Little Women (Mujercitas) (1994), Disclosure (1994) y Eye for an Eye (2002).
A comienzos de los años noventa se destacó también por su papel de "Jimmy, el chofer de taxi" en una serie de publicidades de MTV. Su siguiente proyecto de televisión marca su debut en una serie regular, Medicine Ball, la cual fue cancelada luego de la emisión de 15 episodios. Al año siguiente actúa en la serie de comedia Public Morals, que fue cancelada tras un episodio. Estas decepciones no estancaron la carrera del actor, que empezó a enfocarse más en el cine. 
Luego de su debut en cine en la película Sneakers (1992) como el Dr. Gunter Janek, interpretó al Capitán Ellis Spear en Gettysburg en 1993. En ese mismo año apareció como invitado en el episodio titulado "Baby Blues" de la serie Northern Exposure, en el rol del agente de guiones Judd Bromell. Logue encarnó a un agente del FBI en el episodio "Squeeze" de la serie The X-Files. También trabajó en las películas Blade (1998) y El patriota, en el año 2000. Luego apareció en dos películas de Edward Burns, The Groomsmen (2006) y Purple Violets (2007).
Su caracterización en The Tao of Steve le consiguió un Premio Especial del Jurado a mejor actor en el Festival de Cine de Sundance del año 2000, y llamó la atención del productor de la serie ER John Wells, quien eligió a Logue para aparecer en varios episodios como Chuck Martin, un enfermero con el que la Dra. Susan Lewis se casa durante un fin de semana en Las Vegas, y con el que más tarde tiene un hijo. Al mismo tiempo que aparecía en ER Logue protagonizó la serie de comedia de Fox Grounded for Life. En diciembre de 2005, Logue tenía un contrato para el episodio piloto de una nueva serie de la ABC, titulada I Want to Rob Mick Jagger. El piloto fue elegido y desarrollado como una serie llamada The Knights of Prosperity. El show desapareció de la programación del canal a comienzos de marzo de 2007 y fue cancelado poco después.
Logue apareció en un papel secundario en la película de 2005 Just Like Heaven (2005). En un comienzo, había interpretado a Phil Stubbs en el episodio piloto de la serie de NBC Ed, pero lo abandonó para aparecer en la serie Grounded for Life. Las primeras dos temporadas y media de Grounded for Life fueron transmitidas por Fox; luego de eso, el show se trasladó a The WB por el resto de su tiempo en el aire. Entre 2002 y 2003, Logue apareció en la serie de programas de VH1 I Love the '80s, I Love the '70s y I Love the '80s Strikes Back. En 2010, apareció en la serie Dr. House como el paciente millonario Cyrus Harry.
Logue también apareció en el episodio piloto de la serie de NBC The Dennis, en 2005, sobre un ex niño prodigio al que sus padres echan de casa. La serie no tuvo éxito y no se realizó. Logue coprotagonizó junto a Nicolas Cage la película Ghost Rider, y también apareció en la cinta de David Fincher Zodiac y junto a Mark Wahlberg en la película de 20th Century Fox Max Payne. En 2008, Logue hizo una aparición en el documental sobre Jack Kerouac titulado One Fast Move or I'm Gone: Kerouac's Big Sur. Luego protagonizó como el Capitán Kevin Tidwell el drama de crimen de NBC Life, de 2008 a 2009. El 4 de mayo de 2009, NBC anunció que Life no tendría una tercera temporada.
Logue protagonizó la serie de FX Terriers, que duró 13 episodios, desde septiembre y hasta diciembre de 2010. Luego de la cancelación del show, Logue, frustrado, abandonó la actuación brevemente para conducir un camión, de acuerdo a su amigo y también actor W. Earl Brown. Logue apareció como el personaje principal en el video musical de la canción "Lowlife", de la banda Theory of a Deadman, aparecida en su álbum de 2011 The Truth Is....
A fines de 2012, Logue se unió al elenco de la serie Sons of Anarchy como el renegado ex-alguacil Lee Toric, quien busca venganza por el asesinato de su hermana y luego comenzó a aparecer en la serie Vikings, como el Rey Horik. En 2013 se unió al elenco de la serie de BBC America Copper, en el papel del General Brendan Donovan, un antiguo general de la Unión transformado en informante del Tammany Hall. En 2013 apareció en dos películas: CBGB, junto a Alan Rickman, y 9 Full Moons, con Amy Seimetz y Bret Roberts.
Entre marzo y mayo de 2014 apareció en seis episodios de la serie policial de la NBC Law & Order: Special Victims Unit, como el Teniente Declan Murphy, un expolicía encubierto elegido como comandante de la Unidad de Víctimas Especiales. En 2014, además, fue seleccionado para interpretar al detective de policía Harvey Bullock en la serie  televisiva Gotham, basada en la franquicia Batman, de DC Comics.
En 2015, Logue apareció en la película de suspense de Adam Massey The Intruders.

## Filmografía

### Cine y televisión
- The X-Files - Tom Colton (1991)
- Héroes por azar - Dr. Gunter Janek (1992)
- Gettysburg - Capitán Ellis Spear (1993)
- Y la banda siguió tocando - Bobbi Campbell (1993)
- The Crew - Bill Pierce (1994)
- La tripulación - Bill Pierce (1994)
- Acoso sexual - Chance Geer (1994)
- Mujercitas - Jacob Mayer (1994)
- Un trabajo sucio - Alex (1995)
- Rapsodia en Miami - Derek (1995)
- Tres ninjas peleones - Jimmy (1995)
- Winterlude - Chris Hampson (1996)
- The Size of Watermelons - Gnomo (1996)
- La tumba - Cletus (1996)
- Ojo por ojo - Tony (1996)
- Diabolique - Fotógrafo de video #1 (1996)
- Querido Dios - Webster (1996)
- Jerry Maguire - Rick, Agente Junior (1996)
- Moral pública - Ken Schuler (1996)
- El negociador - Earl (1997)
- Hombres armados - Goldman, productor ejecutivo (1997)
- First Love, Last Rites - Red (1997)
- Blade - Quinn (1998)
- La delgada línea roja - Marl (no acreditado) (1998)
- Runaway Bride - Cura Brian Norris (1999)
- Con mucho estilo - Eamonn (1999)
- The Tao of Steve - Dex (2000)
- The Million Dollar Hotel - Charley Best (2000)
- Doble traición - Pug (2000)
- Steal This Movie - Stew Albert (2000)
- Trackdown - Alex Lowe (2000)
- The Opportunists - Pat Duffy (2000)
- El patriota - Dan Scott (2000)
- Glam - Tom Stone (2001)
- Grounded For Life - Sean Finnerty (serie de televisión; 2001-2005; personaje principal)
- The Château - Sonny (2001)
- Comic Book Villains - Raymond McGillicudy, coproductor (2002)
- Ambiciones secretas - Oficial Lloyd Whitworth (2003)
- Esplendor americano - Harvey, el actor (2003)
- Two Days - Ray O' Connor (2003)
- Tennis, Anyone...? - Danny Macklin, productor, director, escritor (2005)
- Just Like Heaven - Jack Houriskey (2005)
- Jack's Law - Buzz (no acreditado) (2006)
- Otra despedida de soltero - Jimbo (2006)
- Movida bajo el mar - Troy (voz) (2006)
- Citizen Duane - Bingo (2006)
- The Groomsmen - Jimbo (2006)
- Almost Heaven - Mark Brady (2006)
- The Good Life - Daryll (2007)
- Mi ex - Don Wollebin (2007)
- Ghost Rider - Mack (2007)
- Zodiac - Ken Narlow (2007)
- Purple Violets - Chazz Coleman (2007)
- Max Payne - Alex Balder (2008)
- Life - Capitán Tidwell (serie de televisión; 2008)
- The Lodger - Joe Bunting (2009)
- Terriers - Hank Dolworth (2010)
- Sons of Anarchy - Ex-alguacil Lee Toric (2012)
- CBGB - Merv Ferguson (2013)
- Vikings - Rey Horik (2013-2014)
- Gotham - Harvey Bullock (serie de televisión; 2014-2019)
- Vengeance - Buzz (2014) (no acreditado)
- Law & Order: Special Victims Unit - Teniente Declan Murphy (2014)
- The Intruders - Jerry Halshford (2015)
- The Cloverfield Paradox - Mark Stambler (2018)
- Resident Evil: Bienvenidos a Raccoon City - Jefe Brian Irons (2021)